# Église Saint-Georges d'Oberzell
L'église Saint-Georges d'Oberzell est une église ottonienne située à Reichenau.

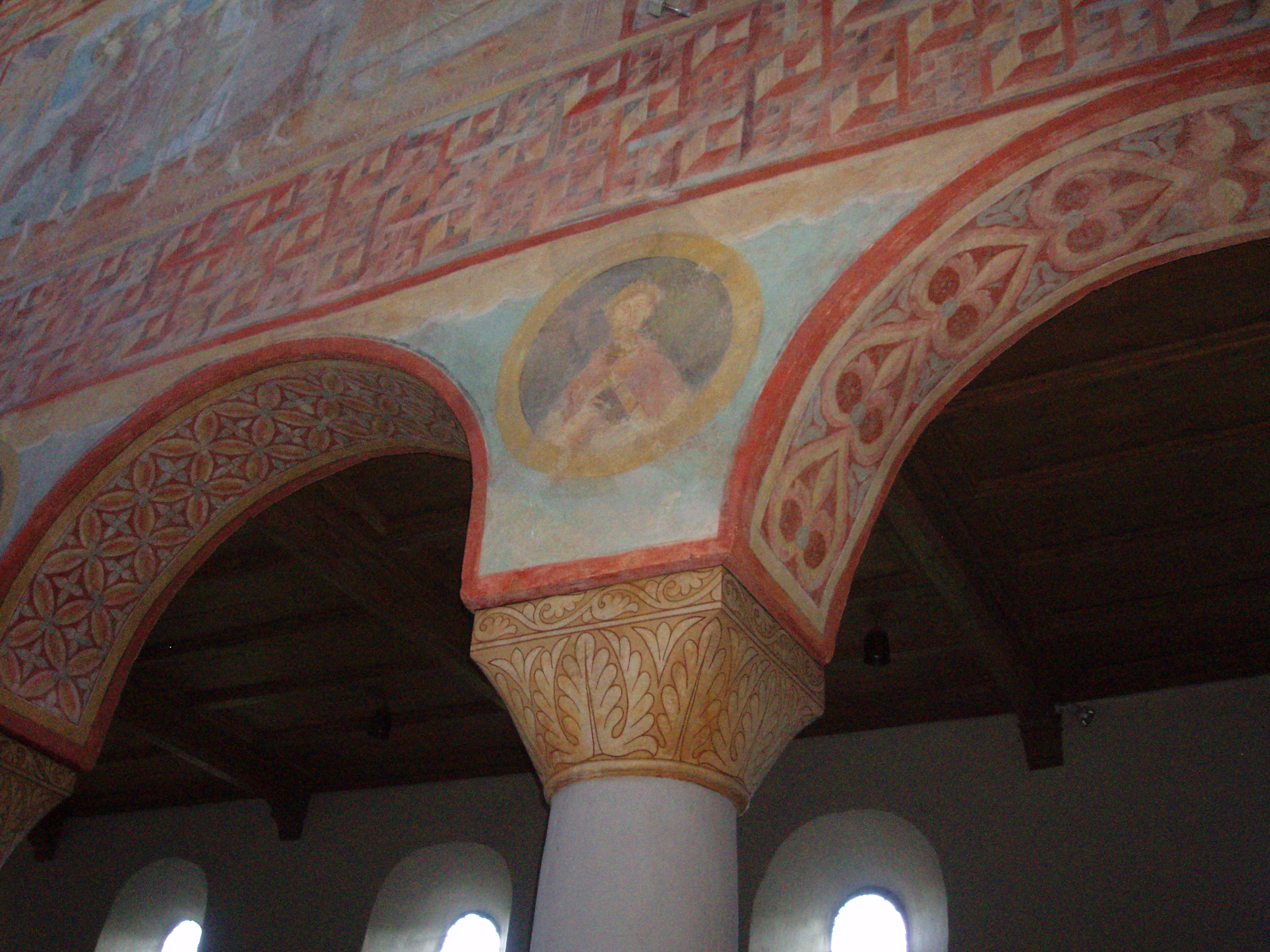
L'intérieur
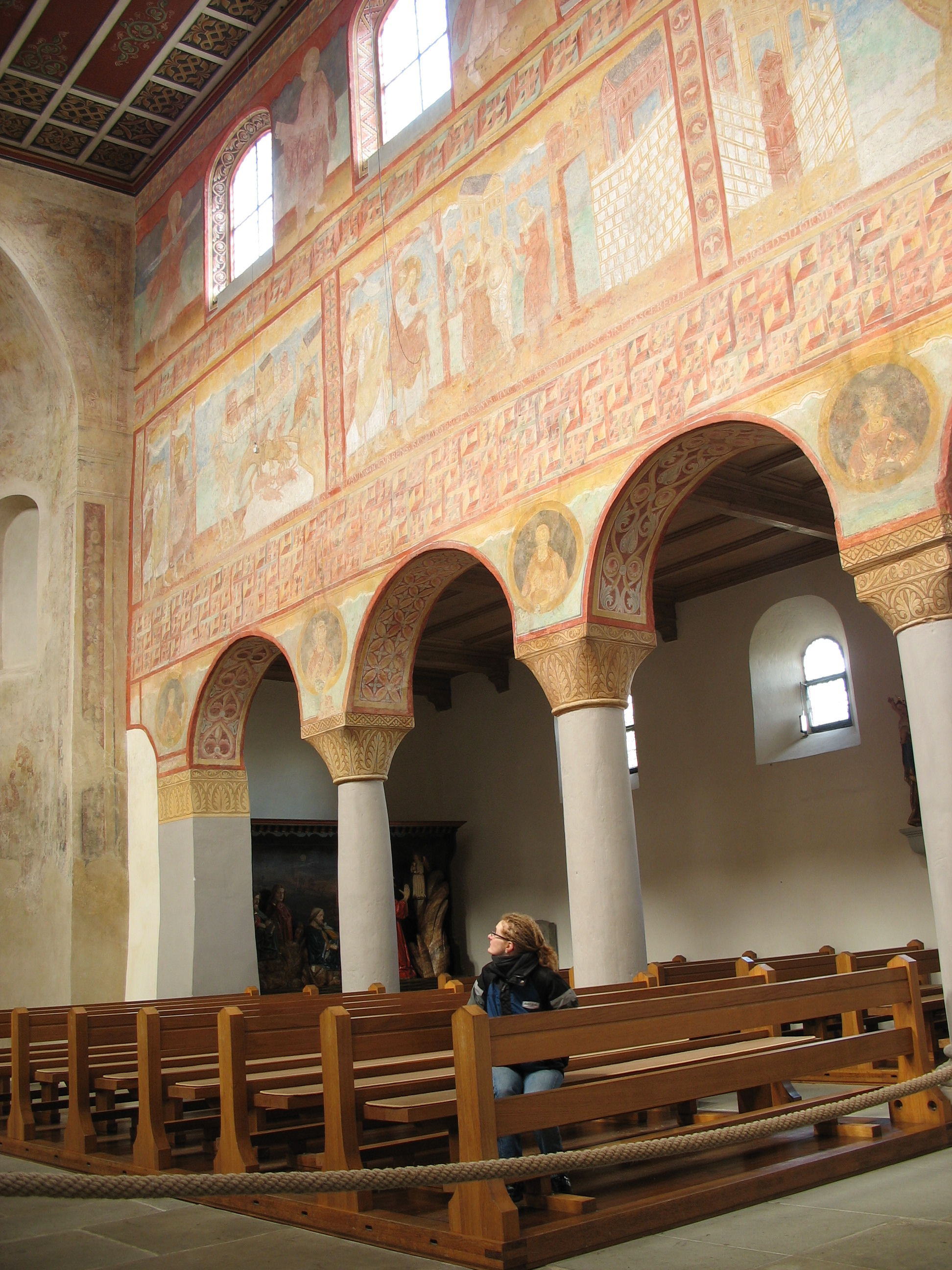
L'intérieur

## Historique
Aux premiers siècles du Moyen Âge, la vénération et les reliques de saint Georges sont arrivées depuis l'Italie dans le royaume des Francs mérovingiens. En effet, l'archevêque de Mayence et du Reichenau, l'abbé Hatto Ier (actif de 891-913), recevait du pape Formose à Rome en 896 diverses reliques du saint – l'église romaine de  la ville de San Giorgio dans le Velabro avait joué ici un rôle considérable – et revenait avec ces reliques dans les Alpes auprès des Francs suisses orientaux. Là il répartit son précieux trésor entre différentes institutions religieuses si bien que le cloître du lac de Constance Reichenau qu'Hatto dirigeait, entre en possession de certaines reliques de saint Georges dont une partie du chef (du crâne) du martyr. L'église de la « tête de Georges » sur le Reichenau, plus exactement dans l'Oberzell, ainsi fondée par Hatto, ne fut sûrement une actrice majeure dans le développement de la vénération du martyre de saint Georges dans la Souabe médiévale.
L'église Saint-Georges d'Oberzell doit - d'un traitement en tant que MartReichenauer du Martyrologs du Wandalbert de Prüm (* 813; + après 848) d'après - le 18 novembre. D'après la tradition de Gallus Öhem, l'église Saint-Georges s'est composée dès le départ de l'abbé Ruadhelm (838-842) après quoi Haito (806-823) aurait été le fondateur. La recherche d'aujourd'hui attribue l'église, donc, unanimement à Hatto Ier.
L'église Saint-Georges est un bâtiment carolingien tardif construit vers l'an 900, qui fut élargi plusieurs fois par la suite. Elle est consacrée à saint Georges et appartient au groupe d'églises dédiées à ce saint parmi les plus anciennes d'Europe. Ses magnifiques peintures murales remontent en bonne partie au IXe siècle avec quelques apports aux Xe et XIe siècles. L’œuvre peinte du Reichenau est ainsi considérées comme un magnifique exemple artistique de l'époque charnière entre l'Empire carolingien et ottonien.
Durant la campagne de restauration des peintures murales, vers 1880, dirigée par Franz Bär en collaboration avec Ludwig Maier, celui-ci lui proposa dès 1883 la réalisation d'une copie de l'église Saint-Georges de Reicheneau d'après ses plans et son décor original pour la construction d'une nouvelle église catholique à Rittersbach im Elztal. Ainsi, le copiste de Fribourg Fritz Kohlund fournit les relevés picturaux de l'église sur le Reichenau de 1886 jusqu'à 1888. Depuis novembre 2008, ces relevés servent d'ailleurs de base pour la projection virtuelle dans le mode informatique Second Life réalisée dans l'église.

## Architecture
L'église préromane de Saint-Georges, fondée par Hatto, se trouve sur une petite colline près de la pointe orientale de l'île de lac de Constance. Composée de trois nefs suivant le plan basilical avec des nefs collatérales plus basses, elle possède également une tour de croisée du narthex et de la nef de forme rectangulaire, à la tour le chœur oriental monté. La crypte située au-dessous du chœur est une grande salle carrée à quatre colonnes encadrant l'autel. Peut-être prévue pour la conservation des reliques de saint Georges cette crypte devait être prévue dès la phase initiale de construction d'église.
Vers 900, la première église investie sous Hatto III possédait, ce qu'on peut encore voir aujourd'hui, la longue nef de l'église avec ses rangées de colonne et la crypte. Alors que l'église était encore en pleine construction, on n'hésitait pas à modifier ses plans sur place en prévoyant la construction d'un édifice de taille encore plus imposante correspondant au supposé développement d'un pèlerinage votif à Saint Georges. Ainsi, l'église aurait dû posséder probablement au lieu de l'aile transversale correspondant au bâtiment rectangulaire situé derrière le chœur de l'église actuelle, un chœur avec trois coupoles en formes de petits cônes donnant ainsi à l'édifice une véritable fonction d'église reliquaire et de tombeau « payant » pour le saint.
Autour de l'an 1000 on décida d'ajouter au côté ouest de la longue nef une abside arrondie, peut-être parce qu'on ramener les reliques de Saint Georges au niveau du sol de l'église et les placer dans ce nouveau chœur occidental. À la même époque, pourraient avoir été réalisée les fresques de la longue nef. Au début du XIe siècle, enfin, apparaissait le bas vestibule étendu et la création de la chapelle de Michel. De manière contemporaine les petites absides en forme de cônes du bâtiment transversal étaient reconstruits et déplacées dans les ailes transversales du bâtiment rectangulaire.